# Alberto Clark
Alberto Clark García (ur. 23 sierpnia 1973 w mieście Meksyk) – meksykański trener piłkarski.
Jako nastolatek Clark był zawodnikiem akademii juniorskiej klubu Atlas FC, trenując tam m.in. z Oswaldo Sánchezem.
Karierę trenerską rozpoczął już w wieku 29 lat, w lipcu 2003 obejmując drugoligowy Nacional Tijuana. Prowadził go przez kilka miesięcy bez większych sukcesów, a następnie pracował jako asystent szkoleniowca Alonso Diego w drugoligowym Mérida FC (2004). W latach 2008–2009 był trenerem trzecioligowego Universidad de Guadalajara. Następnie znalazł zatrudnienie w akademii swojego macierzystego Atlas FC. Tam najpierw był szkoleniowcem czwartoligowych i trzecioligowych rezerw (2010), a następnie zespołu do lat dwudziestu (2010–2011), z którym w sezonie Clausura 2011 wywalczył młodzieżowe wicemistrzostwo Meksyku.
W latach 2013–2017 był asystentem trenera Alfonso Sosy, kolejno w Universidad de Guadalajara (2013–2015) i Club Necaxa (2016–2017). Z obydwoma tymi klubami wywalczył awans z drugiej do pierwszej ligi. Później pracował jako asystent w drugoligowym Atlético San Luis (2018), najpierw w sztabie szkoleniowym José Francisco Moliny, a następnie Sosy. W maju 2018 został trenerem drugoligowego CA Zacatepec, gdzie notował przeciętne wyniki i został zwolniony w październiku, zostawiając ekipę na dziesiątym miejscu w tabeli. Już kilka dni później został asystentem Marcelo Michela Leaño, trenera Club Necaxa (2018).
We wrześniu 2019 Clark został kierownikiem ds. sportowych w sztabie organizacyjnym Club Necaxa.